# مجسمه گوانگ‌گه‌تو بزرگ
مجسمه گوانگ‌گه‌تو بزرگ (به کره‌ای: 광개토대왕 동상) مجسمه‌ای از نوزدهمین امپراتور گوگوریو، امپراتور گوانگ‌گه‌تو بزرگ است که در میدان گوانگ‌گه‌تو بزرگ در استان گیونگ‌گی در گوری کره جنوبی واقع شده است.
مجسمه گوانگ‌گه‌تو بزرگ در سال ۲۰۰۲ در گیوموندونگ، گوری، استان گیونگ‌گی، بر اساس دی‌ان‌ای و ویژگی‌های چهره نوادگان خانواده سلطنتی گوگوریو ساخته شد و میدانی که مجسمه در آن قرار دارد، به میدان گوانگ‌گه‌تو بزرگ تبدیل شد.
این مجسمه، که اولین نمونه از این نوع در کره جنوبی است، یک مجسمه برنزی با ارتفاع ۴٫۰۵ متر و عرض ۲٫۷ متر است که در ۲ مارس ۲۰۰۲ نصب شد. چهره مجسمه، چهره مردی حدوداً سی و چند ساله است که تاجی بر سر دارد و در دست راستش تخم‌مرغی با پرنده سه‌پا (삼족오)، نمادی از خورشید، نگه داشته است.